# Розковалова
Розкова́лова (рос. Расковалова) — присілок у складі Каргапольського району Курганської області, Росія. Входить до складу Чашинської сільської ради.
Населення — 234 особи (2010, 257 у 2002).
Національний склад населення станом на 2002 рік: росіяни — 95 %.